# NGC 7765
NGC 7765 (również PGC 72596) – galaktyka spiralna z poprzeczką (SB?), znajdująca się w gwiazdozbiorze Pegaza. Odkrył ją 12 października 1855 roku R.J. Mitchell – asystent Williama Parsonsa.